# Кинетрита
Кинетрита (англ. Cynethryth, др.-англ. Cyneðryð) — королева Мерсии, жена короля Мерсии Оффы, мать короля Мерсии Экгфрита. Единственная англосаксонская королева, портрет которой доподлинно известно чеканился на монетах.

## Биография
Происхождение Кинетриты туманно. Дата свадьбы Оффы и Кинетриты неизвестна, однако лишь после рождения Экгфрита она стала засвидетельствовать хартии. Первая такая хартия датируется 770 годом, вместе с Экгфритом и Эльфледой. К 780 году она начинает упоминаться как Кинетрита, королева Мерсийцев.
Существует предположение, что чеканка монет с изображением Кинетриты было подражанием Византийской императрице Ирине, которая в то время правила через своего сына Константина VI. Тем не менее, чеканный образ больше напоминает монеты позднеримских императриц, так же как образ, используемый на монетах Оффы, изображает его как позднеримского императора. Есть вероятность, что монеты были отчеканены для пожертвований Кинетриты церкви. Эта чеканка уникальна для англосаксонской Англии и для всей Западной Европы на этот период.
Кинетрита в хартиях ассоциируется с мужем; она была покровительницей аббатства Чертси. Папа Адриан I, посвящая епископа Хигбрека из Личфилда в архиепископы, писал Оффе и Кинетрите вместе.
Кинетрита, вероятно, была инициатором убийства короля Восточной Англии Этельберта II, который был казнён по приказу Оффы.
После смерти Оффы в 796 году Кинетрита ушла в монастырь. Она стала настоятельницей монастыря в Кукхеме, а также взяла на себя ответственность за церковь в Бедфорде, где был похоронен Оффа. Существует свидетельство, что в 798 году Кинетрита была ещё жива, когда спор о церковных землях с Этельгардом, архиепископом Кентерберийским, был разрешён в синоде Клофешо.

## Семья
Кинетрита имела как минимум пять детей — одного сына и четырёх дочерей:
- Экгфрит (Ecgfrith; умер в декабре 796); сын, наследник престола.
- Эльфледа (Ælfflæd); была замужем за королём Нортумбрии Этельредом I.
- Эдбурха (Eadburh); была замужем за королём Уэссекса Беортриком.
- Этельбурха (Æthelburh); в будущем аббатиса.
- Этельсвита (Æthelswith)